# Musée archéologique de Macédoine du Nord
Le musée archéologique de Macédoine du Nord est un musée consacré à l'archéologie de la Macédoine du Nord, situé à Skopje.
Directement rattaché au ministère macédonien de la Culture, il abrite environ 7 000 objets découverts sur l'ensemble du territoire macédonien.